# 武文淵
武文淵（越南语：／），越南南北朝時期的南方後黎朝將領，以宣光為其根據地，參與討伐北方莫朝的戰事。

## 事跡
武文淵生活在16世紀莫登庸篡奪後黎朝的時期，當時越南正陷於分裂，擁護黎氏朝廷和莫氏朝廷兩大勢力互成水火。有關武文淵的來歷，據1537年農曆九月壬午（西曆10月9日），他向明朝呈交的「白安南亂狀言」中說：「文淵世黎氏臣，以登庸之亂，出據宣光」，他的麾下「有兵萬人」，與他同時期還有其他後黎朝官員阮仁蓮、黎景瑂等「分據一方，與登庸相攻」。
據明人嚴從簡《殊域周咨錄》的記載，約於嘉靖十五年（1536年），武文淵與武嚴威、武子陵等人一起「避罪出逃」，並對明朝邊境造成滋擾，而明朝邊吏竟不加以阻止。（《明實錄·世宗實錄》卷一百八十，將該事件記錄在嘉靖十四月十月乙未條，但沒有提及武文淵有份參與。）雲南總兵沐紹勳察覺後，認為應「宣佈朝廷恩威，明示利害」。
1537年農曆九月，武文淵向明朝呈上進兵地圖求助，希望能籍此輔黎倒莫，聲稱自己正在據守宣光，「有兵萬人，願待天兵（明兵）南下，率弟侄武子陵等屯石瀧關以從，因號召國中義士，登庸可破也。」明廷對武文淵的表現相當滿意，「授以冠帶」，又賜以「武職四品章服，賚以白金，文幣」，武子陵等亦獲授冠帶。（嚴從簡《殊域周咨錄》收錄了武文淵的另一篇申報，又稱他的名銜是「安南總兵使慶陽侯」。）
據二十世紀初成書的越南典籍《南國偉人傳》所述，武文淵死後，由其弟武文密繼領其衆，而宣光鎮則長期成為武氏家族的根據地。